# Szajk
Szajk es un pueblo ubicado en el distrito de Bóly, en el condado de Baranya, Hungría.

## Superficie
Posee una superficie de 11,36 kilómetros cuadrados.

## Demografía
Hasta 2019 la población era de 787 habitantes, con una densidad de población de 69,28 habitantes por kilómetro cuadrado.